# Candyman (film, 2010)
Ne doit pas être confondu avec Candyman.
Pour plus de détails, voir Fiche technique et Distribution.
Candyman est un documentaire américain réalisé par Costa Botes et sorti en 2010. Il revient sur l'ascension et la chute de l'entrepreneur David Klein, l'homme qui a mis au point les fèves à la gelée Jelly Belly dont il est le premier détenteur des droits.
David Klein a ensuite adopté le titre de Candyman dans son entreprise Candyman Kitchens une fois que sa clause de non-concurrence a pris fin après la vente des droits d'auteur de Jelly Belly,,.
Le film met principalement en scène David Klein et son fils Bert Klein, mais comprend également des interviews de son partenaire et fournisseur de l'époque, Herman Goelitz Candy Company (aujourd'hui rebaptisée Jelly Belly), ainsi que de Weird Al Yankovic.
Le film est présenté au Festival du film de Slamdance où il obtient une moyenne de 4,16/5 étoiles dans les critiques du public, au Festival international canadien du documentaire Hot Docs, au Festival international du film de Rincón (Porto Rico) et au Festival du film d'Omaha (Nebraska) tous en 2010.
Il reçoit des avis mitigés de la part des critiques, obtenant un B+ de l'A.V. Club, six étoiles sur dix pour PopMatters et deux étoiles sur cinq pour Reel Film.

## Fiche technique
Sauf indication contraire, les informations mentionnées dans cette section peuvent être confirmées par la base de données cinématographiques IMDb,  présente dans la section « Liens externes ».
- Titre original : Candyman
- Réalisation : Costa Botes
- Scénario : Bert Klein
- Musique : Tom McLeod
- Photographie : Costa Botes
- Montage : Costa Botes
- Production : Costa Botes, Jennifer Cardon Klein, Bert Klein (producteurs) ; Douglas Blush et Eddie Schmidt (producteurs délégués)
- Sociétés de production : Lone Pine Productions et Picnic Productions
- Pays de production :  États-Unis
- Langue originale : anglais
- Format : couleur
- Genre : documentaire
- Durée : 75 minutes
- Date de sortie :
  - États-Unis : janvier 2010 (festival du film de Slamdance)

## Distribution
- David Herman Klein : lui-même
- Bert Klein : lui-même
- Weird Al Yankovic : lui-même